# Петриковський замок
Петриковський замок — дерев'яна оборонна та репрезентативна будівля в Петрикові. Він існував у XVI — XIX століттях, на крутому березі Прип'яті, на місці замку XV — XVI століть. Заснований слуцьким князем Юрієм Олельковичем. Неодноразово руйнувався і перебудовувався. У другій половині XVIII — на початку XIX ст. перетворений на садибно-палацовий комплекс, який включав бароковий палац, господарські будівлі, сад.
Згідно з інвентарем за 1810 рік, дерев'яний міст із перилами вів до дерев'яних двоярусних воріт замку. На нижньому поверсі воріт був будинок з алькерами та двома коморами, а на верхньому — літній будинок. Брама закінчувалася шатровим дахом з круглою банею. У центрі дитинцю стояв одноповерховий прямокутний у плані дерев'яний палац із брусу з мезоніном під зламаною ґонтовою покрівлею з декоративними димоходами. Всередині палац мав великі та малі приміщення, ряд кімнат, гардероб, спальню з альковом, парадний зал та літнє житло на другому поверсі. По обидва боки від палацу фланкували два офіцини (нежитлові приміщення). За палацом був сад, що спускався до берегів Прип'яті.
Поруч були дві господарські будівлі, стайня, возівня, сарай та сад біля річки. Комплекс був оточений ровом, через який був прокладений міст до воріт.